# ラジおかゆ
『ラジおかゆ』は、文化放送が制作している地方のラジオ放送局向けの裏送り専用番組『ラジオアミューズメントパーク』・毎週水曜21時から22時に放送されている、おんな流しシンガーソングライターのおかゆによる音楽・トーク番組である。2019年度から毎年10月から翌年3月の年度下半期（ナイターオフ編成）に放送している。
同番組はおかゆが、リスナーから寄せられたリクエスト曲にギターの弾き語りで生歌を披露するコーナーや、昭和歌謡を中心にしたレコード音楽、リスナーからの投書・メールや、不定期で音楽仲間を中心にゲストを交えたトークなどを展開している。原則として完全パッケージメディアによる収録放送である。
2024年度で6周年を迎えた。

## ネット局

### 2024年度（シーズン6）のネット局
- IBC岩手放送
- 秋田放送
- ラジオ福島
- 福井放送
- 山口放送

特記事項
- ラジオ福島:2021年度（シーズン3）からネット。
- 山口放送:2022年度（シーズン4）まで、日本シリーズが放送され試合が延長した場合休止・欠番扱いとなる日があった（2023年度以降は撤退するため当番組を放送する）。

### 過去のネット局
- 北日本放送（シーズン1-4まで放送。2023年度から他系列や自社制作番組などを放送する都合でネットから撤退）
- 静岡放送（シーズン4，5を放送）
- 和歌山放送（シーズン1-5まで放送。不定期で和歌山県議会ダイジェストが21時30分から22時に放送される日があり、その場合は休止・欠番扱いとなる。）